# Thomaskirche bei Kühbach

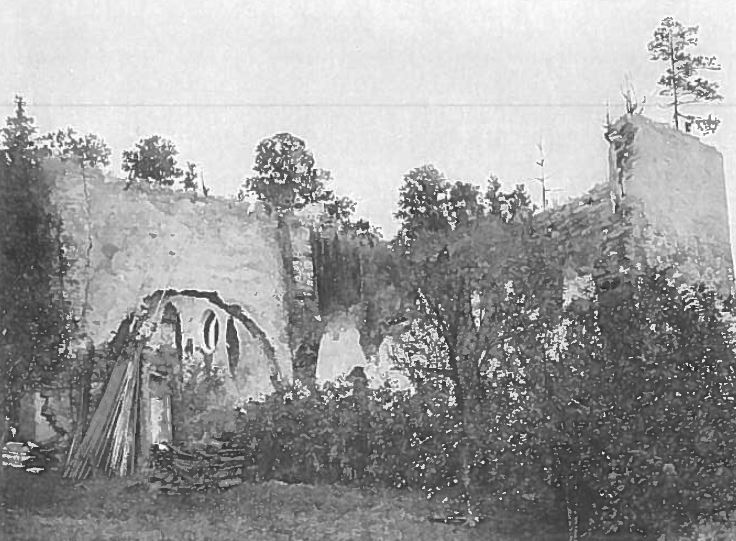
Ruine der Thomaskirche in Kühbach (vor 1911)

Die in der Österreichischen Kunsttopographie beschriebene Ruine der Thomaskirche bei Kühbach lag im Dachsgraben auf dem Gemeindegebiet von  Kühbach. Zum Zeitpunkt der Aussiedelung zur Schaffung des Truppenübungsplatzes Döllersheim war sie bereits eine Ruine.

## Geschichte
Im 14. Jahrhundert wurde hier ein hölzernes Bethaus errichtet, nachdem hier bei einer angeblich heilkräftigen Quelle ein wundertätiges Bild des heiligen Thomas von Canterbury aufgefunden worden war. Die mit Erlaubnis durch Papst Innozenz VII. später errichtete Kapelle wurde dem Stift Zwettl einverleibt.
1427 wurde die Kapelle, mit deren Bau 1409 begonnen worden war, von den Hussiten zerstört. Die wieder aufgebaute Kapelle mit ihren drei Altären wurde 1450 durch Weihbischof Wolfgang von Passau geweiht. In den folgenden Jahren wurden immer wieder Erweiterungsbauten errichtet. Eine 1555 für die Stiftskirche Zwettl in Eggenburg gefertigte steinerne Kanzel wurde 1722 hierher übertragen. Nach der Aufhebung der Wallfahrtskirche wurde sie wieder zurückgeschafft.
Im Zuge der Josephinischen Reformen wurde die Wallfahrtskirche 1785 geschlossen. 1795 wurde sie teilweise abgebrochen und mit dem gewonnenen Material zwei Kleinhäuser errichtet.

### Beschreibung
Die Thomaskirche bei Kühbach war eine einschiffige, aus Bruchsteinen und Ziegeln errichtete gotische Kirche mit einer an der Südseite des Chores angebauten rechteckigen Sakristei. Um 1911 bestanden noch Reste des Langhauses, des an der Ostseite befindlichen Chores und die Sakristei.
Die Heiligenstatuen und Altarbilder wurden angeblich an die Kapellen der umliegenden Orte verteilt, das Sankt-Thomas-Bild selbst gilt als verschollen.